# 擬紋螢
擬紋螢（学名：Luciola curtithorax）为螢科熠螢屬下的一个种。